# Sepiazaunkönig
Der Sepiazaunkönig (Cinnycerthia fulva) oder Südlicher Sepiazaunkönig ist eine Vogelart aus der Familie der Zaunkönige (Troglodytidae), die in Peru und Bolivien verbreitet ist. Der Bestand wird von der IUCN als nicht gefährdet (Least Concern) eingeschätzt.

## Merkmale
Der Sepiazaunkönig erreicht eine Körperlänge von etwa 14,5 Zentimetern bei einem Gewicht des Männchens ca. 18,4 Gramm und des Weibchens von ca. 14,8 Gramm. Der Überaugenstreif und der Bereich über dem Schnabel ist blass gelbbraun, was sich farblich von den matten braunen Zügeln und dem rötlich braunen Oberkopf abhebt. Die Ohrdecken sind zimtfarben bis gelbbraun. Einige ausgewachsene Vögel haben weiße Federn im Gesicht, die aber deutlich weniger zahlreich als beim Peruzaunkönig (Cinnycerthia peruana) ausfallen. Der Rücken ist rötlich braun und geht am Bürzel ins braun rötlich über. Die Handschwingen und die Armschwingen sind rötlich braun an den Außenfahnen. Viele schmale schwarze Stabmuster sind am geschlossenen Flügel zu erkennen. Die Steuerfedern sind rötlich braun und haben ebenfalls schwarze enge Querstreifen. Die Kehle ist gelbbraun weiß, die Brust zimtfarben bis gelbbraun, die Flanken und Oberschenkel dunkel rötlich braun. Die Augen sind nussbraun, der Oberschnabel schwärzlich und der Unterschnabel bleigrau. Die Beine sind dunkelbraun. Beide Geschlechter ähneln sich. Halbwüchsige Jungtiere ähneln erwachsenen Vögeln, doch wirken die Augen matter braun und der Oberkopf ist gräulich.

## Verhalten und Ernährung
Wenig ist über das Verhalten und die Ernährung des Sepiazaunkönigs bekannt. Er sucht sich sein Futter in den unteren Straten innerhalb von dichtem Gestrüpp oder auf dem Boden. Oft ist er in kleineren Gruppen unterwegs.

## Lautäußerungen
Der Gesang des Sepiazaunkönigs wurde bisher nicht beschrieben. Es wird vermutet, dass er im Vergleich zum Peruzaunkönig ein eher ruhiger Zeitgenosse ist. Der Gesang wird oft im Chor von sich gegeben und besteht aus variablem, musikalisch klingendem Geträllern, Pfiffen und tirilierenden Tönen. Warnrufe erschallen oft im Chor und bestehen aus schnellem, trockenem Geschnattere.

## Fortpflanzung
Außer, dass Vögel im Januar in Bolivien in den Departamentos La Paz und Cochabamba in Brutstimmung beobachtet wurden, ist wenig über die Brutbiologie des Sepiazaunkönigs bekannt.

## Verbreitung und Lebensraum

Verbreitungsgebiet (grün) des Sepiazaunkönigs in Südamerika

Der Sepiazaunkönig bevorzugt nassen Bergwald und bewegt sich in Höhenlagen zwischen 1500 und 3300 Metern.

## Migration
Es wird vermutet, dass der Sepiazaunkönig ein Standvogel ist.

## Unterarten
Es sind drei Unterarten bekannt:
- Cinnycerthia fulva fitzpatricki Remsen & Brumfield, 1998[4] ist in der Cordillera Vilcabamba im südlichen zentralen Gebiet Perus verbreitet. Diese Unterart hat einen dunkleren Oberkopf als die Nominatform, einen weißen Überaugenstreif und ein gelbbraunes bis weißes Kinn und Kehle.[1]
- Cinnycerthia fulva fulva (Sclater, PL, 1874)[5] kommt in der Region Cusco vor.
- Cinnycerthia fulva gravesi Remsen & Brumfield, 1998[6] ist im Süden Perus bis ins zentrale Bolivien verbreitet. Diese Subspezies ist auf der Unterseite blasser, hat einen weißlichen Überaugenstreif, der sich von den dunklen Ohrdecken abhebt.[1]

## Etymologie und Forschungsgeschichte
Die Erstbeschreibung des Sepiazaunkönigs erfolgte 1874 durch Philip Lutley Sclater unter dem wissenschaftlichen Namen Thryophilus fulvus. Das Typusexemplar wurde von Henry Whitely im März 1872 bei Husampilla gesammelt. Bereits 1846 führte René Primevère Lesson den neuen Gattungsnamen Cinnycerthia ein. Dieser Name setzt sich aus »cinnuris κιννυρις« für »einen kleinen Vogel laut Hesychios von Alexandria«, ein Name den Georges Cuvier 1817 für eine Gattung der Nektarvögel verwendete, und »certhios κερθιος« für »einen kleinen Baumbewohner, der laut Aristoteles Insekten frisst« zusammen. Der Artname »fulva« leitet sich vom lateinischen »fulvus« für »gelbbraun« ab. »Fitzpatricki« ist John Weaver Fitzpatrick, »gravesi« Gary Russell Graves gewidmet.